# Ywa Ngan
Ywa Ngan (birman : ရွာငံမြို့) est une ville de Birmanie située dans l'État Shan.